# Мейтленд, Чарльз, 3-й граф Лодердейл
Чарльз Мейтленд, 3-й граф Лодердейл (англ. Charles Maitland, 3rd Earl of Lauderdale; ок. 1620 — 9 июня 1691) — шотландский дворянин и государственный деятель, генерал-капитан монетного двора и член Тайного совета Шотландии (с 1661), наследственный королевский знаменосец Шотландии (с 1668), депутат парламента Шотландии (1669—1672).

## Биография
Родился около 1620 года в Летингтоне. Второй сын Джона Мейтленда, 1-го графа Лодердейла (? — 1645), и леди Изабель Сетон (1594—1638).
После смерти своего тестя, Ричарда Лаудера из Холтоуна, в ноябре 1675 года, он официально принял территориальное обозначение Чарльз Мейтленд из Холтоуна, хотя 4 декабря 1660 года ему было присвоено баронство Холтоун.
Вскоре после реставрации короля Карла II Стюарта (4 декабря 1660 года) Чарльз Мейтленд был назначен единственным пожизненным генерал-капитаном Монетного двора и членом Тайного совета Шотландии 15 июня 1661 года. Он был избран одним из уполномоченных по Эдинбургширу и лордом статей в парламенте 1669 года. 1 (или 8) июня 1670 года он стал лордом и сенатором Коллегии юстиции в качестве лорда Холтоуна. В феврале 1671 года он сменил сэра Уильяма Беллендена на посту заместителя казначея, а вскоре после этого, после ссоры между Джоном Мейтлендом, 1-м герцогом Лодердейлом, и Джоном Хеем, графом Твиддэйлом, он стал главным помощником своего старшего брата в управлении делами Шотландии.
В соответствии с хартией новодамуса 1676 года, позже ратифицированной парламентом Шотландии, король Карл II Стюарт предоставил Чарльзу Мейтленду, лорду Холтоуну, «должность носить наши знаки отличия в пределах нашего указанного королевства Шотландия». (Но в 1952 году лорд Лайон решил, что граф Лодердейл имеет право носить соленый флаг как Носитель Национального флага Шотландии, в то время как граф Данди как Носитель Королевского знамени носит Королевский штандарт с изображением свирепого льва).
В документе, представленном герцогом Гамильтоном королю Карлу II Стюарту в 1679 году, он подробно описал обиды, от которых тогда страдала Шотландия, и пожаловался, что лорд Холтоун был «властным и наглым до крайности». После падения герцога Лодердейла враги лорда Холтоуна начали нападать на него. В июле 1681 года он был обвинен перед парламентом в лжесвидетельстве, обвинение было прекращено только после закрытия парламента. В ноябре того же года от короля было получено письмо, в котором он был лишен чести председательствовать в Совете, который в отсутствие лорда-канцлера и лорда Тайной печати, похоже, он раньше руководил, и в то же время было приказано провести расследование счетов казначейства.
В июне 1682 года была назначена комиссия, в основном состоящая из его врагов, для расследования чеканки монет и монетного двора, и по их докладу он был лишен своих должностей, а лорд-адвокат приказал возбудить против него дело, либо в гражданском, либо в уголовном порядке, за мошенничество. Дело рассматривалось в судебном заседании, который 20 марта 1683 года оштрафовал сэра Джона Фальконера и его самого на 72 000 фунтов стерлингов — огромную сумму по тем временам. Король смягчил наказание до 20 000 фунтов стерлингов, предписав выплатить 16 000 фунтов лорду-канцлеру и 4 000 фунтов Грэму из Клеверхауза. Последние двое спорили о разделе добычи, но в конце концов Клеверхауз получил земли Дадхоупа и полицию Данди, что обеспечило ему в последующее правление более почетный титул, под которым его знает история.
Лорд Холтоун сменил своего старшего брата на посту графа Лодердейла в 1683 году и 11 марта 1686 года был вновь назначен тайным советником.

## Семья
18 ноября 1652 года в Мидлотиане Чарльз Мейтленд женился на Элизабет Лаудер, дочери Ричарда Лаудера из Холтоуна (1589—1675), главного шерифа Эдинбурга, владельца Халтоун-хауса и недвижимого имущества в Лаудере. По обширной хартии, заверенной Большой печатью Шотландии, подтвержденной в Уайтхолле, Лондон, 4 декабря 1660 года, Чарльз Мейтленд и его наследники мужского полка от его брака были обязаны «взять фамилию Лаудер и носить герб Лаудер из Холтоуна», что было сделано в соответствии с уставом Джона Мейтленда, второго сына Чарльза, получившего титул баронета Новой Шотландии как сэр Джон Лаудер. Как предусмотрено в хартии, когда сэр Джон унаследовал графство Лодердейл после смерти своего старшего брата Ричарда, он вернулся к фамилии Мейтленд.
3-й граф Лодердейл скончался в Холтоун-хаусе. Он составил шестерых сыновей и двух дочерей, из которых наиболее известны:
- Ричард Мейтленд, 4-й граф Лодердейл (20 июня 1653—1695)
- Джон Мейтленд, 5-й граф Лодердейл (ок. 1653 — 30 августа 1710)
- Уильям Мейтленд (? — 1724)
- Достопочтенный Александр Мейтленд
- Чарльз Мейтленд
- Изабель Мейтленд (1655 — 7 октября 1706), муж с 1670 года Джон, 8-й лорд Элфинстоун (1649—1718)
- Мэри Мейтленд, муж с 1691 года Чарльз Карнеги, 4-й граф Саутеск (1661—1699).

## Титулатура
- 3-й граф Лодердейл (с 24 августа 1682)
- 3-й виконт Мейтленд из Лодердейла (с 24 августа 1682)
- 3-й виконт Лодердейл (с 24 августа 1682)
- 4-й лорд Мейтленд из Тирлестейна (с 24 августа 1682)
- 3-й лорд Тирлестейн и Болтон (с 24 августа 1682)